# Máthé Eta
Máthé Eta, névvariáns: Máté Eta (Pécs, 1931. július 24. – Debrecen, 2003. február 3.) Aase-díjas magyar színésznő, a nyíregyházi Móricz Zsigmond Színház örökös tagja.

## Életpályája
Pályáját 1951-ben a Pécsi Nemzeti Színházban kezdte. 1953-tól a kecskeméti Katona József Színházhoz szerződött. 1956-tól egy-egy évadot a Szegedi Nemzeti Színházban, és Kecskeméten töltött. 1958-tól a Miskolci Nemzeti Színház, 1960-tól a Győri Kisfaludy Színház színésznője volt, 1961-ben a szerepelt a Tarka Színpadon is. 1968-tól Szegeden, 1970-től Miskolcon játszott. 
1980-tól a nyíregyházi Móricz Zsigmond Színház társulatának volt a tagja.
1999-ben Aase-díjat kapott. Utolsó éveiben a debreceni társulathoz szerződött, és utoljára itt lépett színpadra.
2003. február 3-án hunyt el. Nyíregyházán, ahol színészi pályájából a legtöbb időt eltöltötte, örökös taggá választották.

## Fontosabb színházi szerepei
- Pierre-Augustin Caron de Beaumarchais: Figaró házassága... Zsuzsa
- Gáspár Margit: Az állam én vagyok... Clarion
- Georges Feydeau: Bolha a fülbe... Raymonde
- George Bernard Shaw: Pygmalion... Eliza
- Bertolt Brecht – Kurt Weill: Koldusopera... Polly
- Dunai Ferenc: A nadrág... Bertta
- Ugo Betti: Bűntény a Kecske-szigeten... Pia
- Felkai Ferenc: Néró... Poppea
- Szakonyi Károly: Adáshiba... Vanda
- Szakonyi Károly: Hongkongi paróka... Ancsika
- Kolozsvári Papp László: Édes otthon... Batur néni
- Szép Ernő: Vőlegény... Mama
- Molnár Ferenc: Doktor úr... Sárkányné, majd nevelőnő
- Peter Kreuder: Bel Ami... Madelaine
- Thornton Wilder: A mi kis városunk... mama
- Sarkadi Imre: Oszlopos Simeon... Vincéné
- Krúdy Gyula: Rezeda Kázmér szép élete... Johanna
- Szabó Tünde: A küszöbön... Amália
- Oscar Wilde: Bunbury... Miss Prism
- Jerry Bock: Hegedűs a háztetőn... Jente
- Carlo Goldoni: Terecske... Donna Cate
- Carlo Goldoni: A chioggiai csetepaté... Libera
- William Shakespeare: Rómeó és Júlia... dajka
- William Shakespeare: Ahogy tetszik... Hymen
- William Shakespeare: Hamlet... Cimbora
- Anton Pavlovics Csehov: Három nővér... Anfissza
- Sultz: A várakozóművész... anya
- Sławomir Mrożek: Tangó... Eugénia
- Colin Higgins: Maude és Harold... Maude
- Nemes Nagy Ágnes: Bors néni... Bors néni
- Henrik Ibsen: Peer Gynt... Aase
- Stanisław Ignacy Witkiewicz: Az őrült és az apáca... Barbara nővér
- Federico García Lorca: Yerma... nevetős öregasszony
- Graham Chapman – Eric Idle: Gyalog Galopp... szereplő
- Móricz Zsigmond: Rokonok... Polgármesterné

## Filmek, tv
- Fiúk a térről (1968)
- Kötelék (1968)
- Tiltott terület (1969)
- A szőke Éva
- Nyolcadik stáció (1984)
- A küszöbön (1990)
- Sivatagi nemzedék (1991)
- Balekok és banditák (1997)

## Díjak elismerések
- Nívódíjak
- Munka Érdemrend (1986)
- Aase-díj (1999)